# Neodiphthera elleri
Neodiphthera elleri är en fjärilsart som beskrevs av Eckerlein 1935. Neodiphthera elleri ingår i släktet Neodiphthera och familjen påfågelsspinnare. Inga underarter finns listade i Catalogue of Life.